# براد ستيفنز
براد ستيفنز (بالإنجليزية: Brad Stevens)‏ مواليد 22 أكتوبر 1976 في إنديانابوليس، هو مدرب كرة سلة أمريكي ولاعب معتزل. يدرب فريق بوسطن سيلتكس في الرابطة الوطنية لكرة السلة.

## إحصائيات المسيرة

### الرابطة الوطنية لكرة السلة
| الفريق       | السنة   | G   | W   | L   | W–L% | النهاية | PG | PW | PL | PW–L% | النتيجة                  |
| ------------ | ------- | --- | --- | --- | ---- | ------- | -- | -- | -- | ----- | ------------------------ |
| بوسطن سيلتكس | 2013–14 | 82  | 25  | 57  | .305 | 4       | —  | —  | —  | —     | غاب عن الأدوار الإقصائية |
| بوسطن سيلتكس | 2014–15 | 82  | 40  | 42  | .488 | 2       | 4  | 0  | 4  | .000  | خسر في الجولة الأولى     |
| بوسطن سيلتكس | 2015–16 | 82  | 48  | 34  | .585 | 2       | 6  | 2  | 4  | .333  | خسر في الجولة الأولى     |
| المسيرة      | المسيرة | 246 | 113 | 133 | .459 |         | 10 | 2  | 8  | .200  |                          |

## روابط خارجية
- براد ستيفنز على موقع سبورتس رفرنس (الإنجليزية)
- براد ستيفنز على موقع كلية كرة السلة في سبورتس رفرنس.كوم (الإنجليزية)